# O Pintor e a Cidade
O Pintor e a Cidade (1956) é um documentário de curta-metragem de Manoel de Oliveira.
O filme é uma simbiose artística entre dois grandes representantes das artes visuais. Manoel de Oliveira  apresenta a cidade do Porto contrapondo a sua visão cinematográfica à do pintor António Cruz (nas palavras de Abel Salazar: "sem contestação possível o maior aguarelista português dos tempos modernos").
Tanto Manoel de Oliveira como António Cruz ilustram em fortes imagens a cidade do Porto, relevando assim o significado da Invicta. Nos anos 1950, Oliveira tinha conseguido obter película a cores da Agfa(1), vinda da Alemanha de Leste. Com ela pensou retratar a sua cidade. Nessa mesma altura, António Cruz apresentava uma paleta de cor muito própria do Porto. Oliveira propôs-lhe que se juntassem, trabalhando cada um a sua "tela". O resultado dessa experiência é um documentário de referência do início do cinema colorido, tanto pela cor como pelo estilo. Por isso o filme tem sido exibido em  festivais um pouco por todo o mundo, como peculiar exemplo da sétima arte.
A banda sonora do filme é feita de sons ambientes e por uma composição de Luís Rodrigues.
Manoel de Oliveira contou recentemente que o final planeado para o este documentário não seria a pequena animação que hoje podemos ver. Durante a filmagem, o pintor mostrou-se algo relutante em mostrar os seus quadros em forma de slide show, ideia inicial,  e propôs um final diferente, o que foi bem aceite pelo realizador.
(1) A empresa alemã Agfa foi pioneira no uso e nas tecnologias associadas à cor no cinema. Com a Segunda Guerra Mundial, com a queda do poderio alemão e da autoridade organizativa do país, foram contempladas em acordos de paz e de compensações aos aliados direitos de patente. E todo o mundo, principalmente os EUA, fez usufruto das tecnologias germânicas no domínio da cor: ao que consta, e em muitos casos, por apropriação indevida.
Foi o primeiro filme português a cores.